# Ramovsia
Ramovsia es un género de foraminífero bentónico de la subfamilia Calcivertellinae, de la familia Cornuspiridae, de la superfamilia Cornuspiroidea, del suborden Miliolina y del orden Miliolida. Su especie tipo es Ramovsia limes. Su rango cronoestratigráfico abarca desde el Asseliense (Pérmico medio) hasta el Djulfiense (Pérmico superior).

## Discusión
Clasificaciones más recientes incluyen Ramovsia en la familia Calcivertellidae de la superfamilia Nubecularioidea.

## Clasificación
Ramovsia incluye a la siguiente especie:
- Ramovsia limes †